# ويل هودغ
ويل هودغ (بالإنجليزية: Will Hoge)‏ هو موسيقي وكاتب أغاني أمريكي، ولد في 14 نوفمبر 1972 في ناشفيل في الولايات المتحدة.

## وصلات خارجية
- ويل هودغ على موقع ميوزك برينز (الإنجليزية)
- ويل هودغ على موقع أول ميوزيك (الإنجليزية)
- ويل هودغ على موقع ديسكوغز (الإنجليزية)